# Font dels Pruneruns
La Font dels Pruneruns és una font del terme municipal de Sant Esteve de la Sarga, del Pallars Jussà, dins del territori del poble de Castellnou de Montsec.
Està situada a 955 m d'altitud, al sud-est de Castellnou de Montsec, al capdamunt del barranc de l'Obaga. És en els vessants sud-orientañs de lo Tossal, i al nord-oest del Mas del Raval.